# اختلاس‌گر (فیلم ۱۹۵۴)
اختلاس‌گر (انگلیسی: The Embezzler) فیلمی بریتانیایی در سبک جنایی به کارگردانی جان گیلینگ است که در سال ۱۹۵۴ منتشر شد.